# Schiller (Familienname)
Schiller (mittelhochdeutsch ,Schilcher‘ = bezeichnet den Schielenden) ist ein deutscher Familienname.

## Namensträger

### A
- A. Arthur Schiller (1902–1977), US-amerikanischer Rechtshistoriker
- Adrian Schiller (1964–2024), britischer Schauspieler
- Alexandra Schiller (Schauspielerin, 1989) (* 1989), deutsche Schauspielerin
- Alexandra Schiller (Schauspielerin, 1996) (* 1996), deutsche Schauspielerin (Schloss Einstein)
- Andreas Schiller (* 1963), deutscher Künstler
- Anton Schiller (1923–2019), österreichischer Volleyballspieler und -funktionär
- August Schiller (1842–1906), preußischer Generalmajor

### B
- Barbara Schiller (Schriftstellerin) (* 1928), US-amerikanische Schriftstellerin
- Barbara Schiller, österreichische Autorin, siehe B. C. Schiller
- Barbi Schiller, deutsche Sängerin und Synchronsprecherin
- Bernd Schiller (* 1968), deutscher Filmproduzent

### C
- Carl Schiller (1807–1874), deutscher Kunst- und Literaturhistoriker
- Charlotte von Schiller (1766–1826), Ehefrau von Friedrich Schiller
- Christian Schiller (* 1974), deutscher Autor und Regisseur
- Christian Schiller, österreichischer Autor, siehe B. C. Schiller
- Christoph Schiller (Theologe) (1927–1994), deutscher Theologe, Pädagoge und Politiker
- Christoph Schiller (Bratschist), deutscher Bratschist
- Christoph Schiller (Physiker) (* 1960), deutscher Physiker und Manager
- Christoph Schiller (Schauspieler), deutscher Schauspieler
- Christoph Schiller (Techniker) (* 1976), deutscher Lichttechniker und Publizist
- Christoph Markus Schiller (* 1963), deutscher Pianist und Komponist

### D
- Daniel Schiller (* 1977), deutscher Wirtschaftsgeograph
- David Schiller (* 1952), deutscher Journalist und Sachbuchautor
- Dieter Schiller (Germanist) (* 1933), deutscher Germanist
- Dieter Schiller (Fußballspieler) (* 1950), deutscher Fußballspieler
- Dietmar Schiller, deutscher Ruderer

### E
- Edith Schiller (1934–2020), deutsche Leichtathletin
- Elisabetha Dorothea Schiller (1732–1802), Mutter von Friedrich Schiller
- Elsa Schiller (1897–1974), ungarische Pianistin, Rundfunkmitarbeiterin, Schallplattenproduzentin
- Emil Schiller (1865–1945), deutscher Missionar
- Emilie Schiller (1804–1872), Tochter von Friedrich Schiller, siehe Emilie von Gleichen-Rußwurm
- Erich Schiller (* 1943), deutscher Fußballspieler und -trainer
- Erika Schiller, deutsche Rennrodlerin
- Ernst von Schiller (1796–1841), deutscher Richter, Sohn von Friedrich Schiller
- Ernst Schiller (1900–1969), deutscher Uhrmachermeister und Fotograf
- Etta Schiller (* 1933), deutsche Juristin und Verwaltungsbeamtin

### F
- F. C. S. Schiller (1864–1937), britischer Philosoph
- Fabian Schiller (* 1997), deutscher Automobilrennfahrer
- Felix von Schiller (1805–1853), deutscher Landschaftsmaler
- Felix Schiller (* 1989), deutscher Fußballspieler
- Franz Bernhard Schiller (1815–1857), deutscher Bildhauer
- Franz Ferdinand Schiller (1773–1861), österreichischer Montanbeamter
- Franz Petrowitsch Schiller (1898–1955), sowjetischer Literaturwissenschaftler
- Fred Schiller (1904–2003), österreichischer Drehbuchautor
- Friedrich Schiller (später Friedrich von Schiller; 1759–1805), deutscher Dichter
- Friedrich Schiller (Fotograf) (1850–1928), österreichischer Fotograf und Hotelier
- Friedrich Schiller (Musiker) (1889–??), österreichischer Pianist und Dirigent
- Friedrich Schiller (Maler) (1895–nach 1960), deutscher Maler
- Friedrich Schiller (Ministerialbeamter) (1895–1990), deutscher Jurist und Ministerialbeamter
- Friedrich Schiller (Fußballspieler), österreichischer Fußballspieler
- Friedrich Wilhelm Ernst von Schiller (1796–1841), deutscher Richter, siehe Ernst von Schiller
- Fritz Schiller (1912–1992), deutscher Politiker (SED) und Widerstandskämpfer gegen das NS-Regime

### G
- Gejza Schiller (1894–1928), ungarischer Maler, Grafiker und Illustrator
- George Schiller (1900–1946), US-amerikanischer Leichtathlet
- Gerhard Schiller (* 1949), deutscher Schwimmer
- Gertrud Schiller (1905–1994), deutsche Schriftstellerin und Pädagogin
- Glenn Schiller (* 1960), schwedischer Fußballspieler
- Greta Schiller (* 1954), amerikanische Filmregisseurin
- Gustav Schiller (1900–vor 1957), deutscher Politiker (DNVP)

### H
- Hannah Schiller (* 2000), deutsche Nachwuchsschauspielerin
- Hannah Schiller Wartenberg (1921–2012), US-amerikanische Soziologin
- Hans von Schiller (1891–1976), deutscher Pilot und Luftschiffführer
- Hans Schiller (Gärtner) (1902–1991), deutscher Gartenarchitekt und Sachbuchautor
- Hans Schiller (Politiker) (1905–1962), deutscher Politiker (KPD) und Widerstandskämpfer
- Hans Schiller (Architekt) (1917–1998), US-amerikanischer Architekt deutscher Herkunft
- Hans Schiller-Bütow (1919–2016), deutscher Landschaftsplaner, Gärtner, Maler und Hochschullehrer
- Hans-Ernst Schiller (* 1952), deutscher Philosoph, Soziologe und Hochschullehrer
- Harry Theodor Schiller (1902–1962), baltendeutscher Journalist und Schriftsteller
- Heinrich Schiller (1924–2016), deutscher Sozialpädagoge
- Heinz Schiller (1930–2007), Schweizer Rennfahrer
- Helmut Schiller (* 1938), deutscher Autor
- Herbert Schiller (Archivar) (1892–1978), deutscher Archivar und Lektor
- Herbert Schiller (Politiker) (1946–2014), österreichischer Politiker (SPÖ)
- Herbert Irving Schiller (1919–2000), amerikanischer Soziologe und Kommunikationswissenschaftler
- Hermann Schiller (1839–1902), deutscher Pädagoge, Schulleiter und Hochschullehrer
- Holda Schiller (1923–2015), deutsche Schriftstellerin und Übersetzerin
- Horst Schiller (* 1926), deutscher Fußballspieler

### I
- Ilse Schwarz-Schiller (* 1936), Pianistin, Klavierpädagogin und Konzertveranstalterin
- Ines Schiller (Schauspielerin) (* 1983), österreichische Schauspielerin
- Ines Schiller (Produzentin) (* 1986), deutsche Filmproduzentin und Drehbuchautorin

### J
- Jeannine Schiller (* 1944), österreichisches Fotomodell
- Jochen Schiller (* 1967), deutscher Informatiker
- Johann Schiller († 1492), deutscher Ratsherr in Würzburg, siehe Hans Schiler (Ratsherr)
- Johann III. Schiller († 1611), deutscher Ordensgeistlicher, Abt von Wilhering
- Johann Schiller (Theologe) (auch Johannes Schiller; 1812–1886), deutscher Theologe und Dichter
- Johann Schiller (Politiker) (1903–1987), österreichischer Politiker (SPÖ), Wiener Landtagsabgeordneter
- Johann Friedrich Carl von Schiller (1773–1837), deutscher Offizier und Politiker
- Johann Kaspar Schiller (1723–1796), deutscher Offizier und Gärtner, Vater von Friedrich Schiller
- Johann Laurenz von Schiller († 1745), deutscher Adliger und Politiker
- Johann Michael Schiller (1763–1825), deutscher Apotheker und Chemiker
- Johannes Schiller (1854–1927), deutscher Klavierbauer
- John T. Schiller (* 1953), US-amerikanischer Mikrobiologe und Virologe
- Josef Schiller (Schriftsteller) (1846–1897), österreichischer Schriftsteller und Politiker
- Josef Schiller (Politiker) (1873–1929), sudetendeutscher Politiker, tschechoslowakischer Senator
- Josef Schiller (Biologe) (1877–1960), österreichischer Hydrobiologe und Algologe
- Julius Schiller (1581–1627), deutscher Astronom
- Jürgen Schiller (* 1946). deutscher Schwimmer
- Jutta Schiller (* 1962), deutsche Politikerin

### K
- Karl von Schiller (1793–1857), württembergischer Forstwissenschaftler
- Karl Schiller (Lexikograph) (Karl Christian Schiller; 1811–1873), deutscher Philologe und Lexikograph
- Karl Schiller (Astronom) (1882–1979), deutscher Astronom
- Karl Schiller (1911–1994), deutscher Volkswirt und Politiker (SPD)
- Katharina Schiller (Sängerin) (1829–1929), österreichische Sängerin (Sopran) und Soubrette
- Katharina Schiller (Schwimmerin) (* 1984), deutsche Schwimmerin
- Kay Schiller (* 1962), deutscher Historiker
- Keith Schiller (* 1959), Direktor des Weißen Hauses für Operationen des Oval Office unter US-Präsident Donald Trump

### L
- Lawrence Schiller (* 1936), US-amerikanischer Autor
- Leon Schiller (1887–1954), polnischer Theaterregisseur
- Lothar Schiller, deutscher Radrennfahrer
- Ludwig Schiller (Lehrer) (1818–1889), deutscher Lehrer und Autor
- Ludwig Schiller (Physiker) (1882–1961), deutscher Physiker
- Ludwig Albert Franz Schiller (1805–1858), deutscher Bibliograph
- Ludwig Rudolf Schiller (1710–1779), evangelischer Theologe

### M
- Malte Schiller (* 1982), deutscher Jazzmusiker, Komponist, Arrangeur und Bandleader
- Manfred Schiller (* 1961), deutscher Politiker (AfD)
- Manuel Sánchez Navarro Schiller (1921–1996), mexikanischer Schauspieler, Regisseur und Filmproduzent spanischer Herkunft, siehe Manolo Fábregas
- Marcel Schiller (* 1991), deutscher Handballspieler
- Maren Schiller (* 1967), deutsche Basketballspielerin
- Margarete Schiller (1887–1968), Pseudonym Gustav Schiller, deutsche Schriftstellerin
- Margrit Schiller (* 1948), deutsche Terroristin
- Martin Schiller (Fußballspieler) (1916–nach 1947), deutscher Fußballspieler
- Martin Schiller (Basketballtrainer) (* 1982), österreichisch-britischer Basketballtrainer
- Michael Schiller (Chemiker) (* 1959), deutscher Chemiker
- Michael Schiller (* 1963), deutscher Schauspieler

### N
- Nikolaus Schiller-Tietz (1862–?), deutscher Schriftsteller
- Norbert Schiller (Schauspieler) (1899–1988), österreichischer Schauspieler
- Norbert Schiller (Biathlet) (* 1984), deutscher Biathlet

### O
- Otto Schiller (1901–1970), deutscher Agronom und Hochschullehrer

### P
- Paul Schiller (Unternehmer) (1910–1974), Schweizer Unternehmer und Stiftungsgründer
- Paul Schiller (Schiedsrichter) (1928–2023), österreichischer Fußballschiedsrichter
- Peter Schiller (1957–2020), deutscher Eishockeyspieler
- Peter Schiller (Filmproduzent), Filmproduzent
- Peter W. Schiller (* 1942), schweizerisch-kanadischer Chemiker
- Phil Schiller (* 1960), US-amerikanischer Manager

### R
- Rebecca Jane Schiller (1850–1882), US-amerikanische Journalistin und Lyrikerin
- Richard Schiller (Architekt) (1823–1903), deutscher Architekt
- Richard Schiller (1874–1941), deutscher Politiker (SPD)
- Rudolf Schiller (1853–nach 1894), österreichischer Kaufmann, Dozent an der Wiener Handelsakademie und Fachautor (Buchhaltung)

### S
- Siegfried Schiller (1933–2021), deutscher Physiker
- Silke Schiller-Tobies (* 1972), deutsche politische Beamtin (Bündnis 90/Die Grünen)
- Solomon Marcus Schiller-Szinessy (1820–1890), ungarischer Rabbiner und Gelehrter
- Sophia Schiller (Regisseurin) (* 1992), deutsche Regisseurin und Drehbuchautorin
- Sophia Schiller (Schauspielerin) (* 1995), österreichische Schauspielerin
- Stephan Schiller (* 1963), deutscher Physiker
- Stephanie Schiller (* 1986), deutsche Ruderin

### T
- Theo Schiller (* 1942), deutscher Politiker und Politikwissenschaftler
- Thomas Schiller (* 1963), deutscher Journalist

### U
- Ulrich Schiller (1926–2012), deutscher Journalist

### W
- Walter Schiller (Mediziner) (1887–1960), österreichischer Mediziner
- Walter Schiller (1920–2008), deutscher Grafikdesigner und Typograf
- Walther Schiller (1879–1944), deutsch-argentinischer Geologe
- Wendy J. Schiller (* 1964), US-amerikanische Politikwissenschaftlerin
- Wilhelm Schiller (Fabrikant) (1797–?), österreichischer Keramikfabrikant
- Wilhelm Schiller (Bildhauer) (1909–1983), deutscher Bildhauer und Maler
- Willy Schiller (1899–1973), deutscher Szenenbildner
- Wolfgang Schiller (* 1958/1959), deutscher Entomologe (Käfer)